# Tasikmadu (Pituruh)
Tasikmadu is een bestuurslaag in het regentschap Purworejo van de provincie Midden-Java, Indonesië. Tasikmadu telt 997 inwoners (volkstelling 2010).